# جوزپه تاکا
جوزپه تاکا (فرانسوی: Giuseppe Tacca‎; ۱۲ اوت ۱۹۱۷ – ۱۸ اکتبر ۱۹۸۴) دوچرخه‌سوار اهل فرانسه بود.